# Merelmerskhoog
Der Merelmerskhoog ist ein gut erhaltenes nordisches Ganggrab. Es befindet sich südwestlich von Archsum auf der Insel Sylt und gehört zum Kreis Nordfriesland in Schleswig-Holstein. Dort liegt es im Rest eines Rundhügels von etwa 15 m Durchmesser, direkt im inneren Wallfuß des Nössedeich. Die Sylter nennen diese Stelle auf Sylter Friesisch Mootjis Küül, "Großmutters Kuhle". Das Grab wurde 1877 von Gottfried Heinrich Handelmann (1827–1891) ausgegraben und untersucht.
Im "Atlas der Megalithgräber Deutschlands" von Ernst Sprockhoff wird das Ganggrab als "Sprockhoff Nr. 6" geführt. Die Megalithanlage der Trichterbecherkultur (TBK) entstand zwischen 3500 und 2800 v. Chr.

## Die Kammer
Die megalithische Grabkammer ist in nordsüdlicher Richtung orientiert und besteht aus je vier Tragsteinen an den Langseiten sowie je zwei Steinen an den Schmalseiten. Auf der Kammer liegen vier Decksteine, die mittleren sind ein wenig verschoben. Die Größe der Kammer beträgt 5,3 × 1,5 m. In der Mitte der östlichen Langseite beginnt der 3,5 m langer Gang, er besteht aus drei Steinpaaren mit entsprechenden Decksteinen.

## Sonstiges
Es existieren leicht abgewandelte Schreibweisen.
Im "Atlas der Megalithgräber Deutschlands" von Ernst Sprockhoff heißt dieses Grab Merelmeershoog.
Eine weitere Bezeichnung lautet Middelmarschhoog. 1000 Meter südöstlich befindet sich im Wattenmeer das Großsteingrab Kolkingehoog Archsum.